# Skała okruchowa

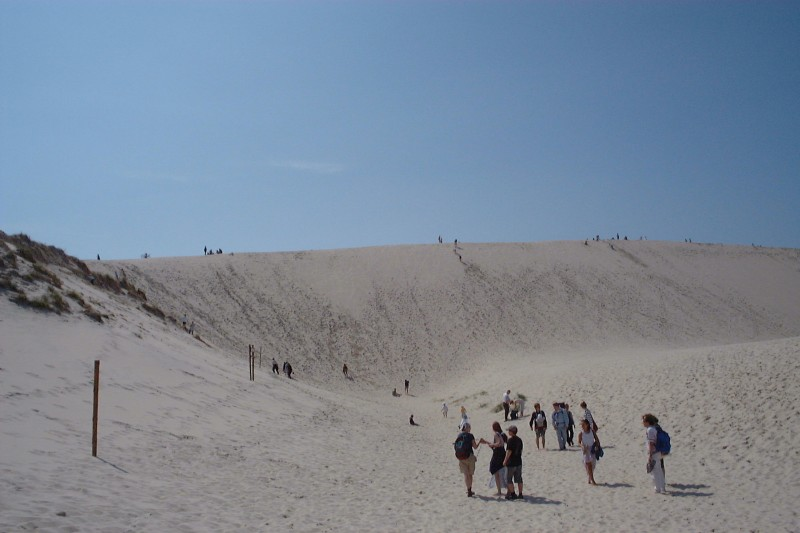
Piaszczyste wydmy w Słowińskim PN

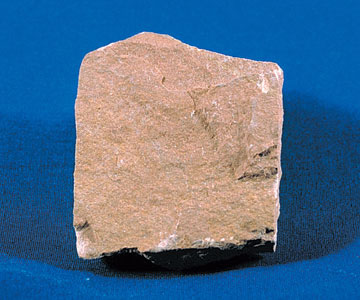
Mułowiec

Skała okruchowa (skała klastyczna, skała detrytyczna) – rodzaj skały osadowej, powstającej w różnych warunkach w wyniku osadzania (sedymentacji) luźnych okruchów skalnych (litoklastów) i elementów twardych budujących organizmy żywe (bioklastów). W jej składzie dominuje materiał allogeniczny (detrytyczny).

## Charakter składników skał okruchowych
W zależności od wielkości okruchów skalnych wyróżniamy:
- kamienie, otoczaki, głazy, bloki (o średnicy powyżej 40 lub 63[a] mm)
- żwiry (2-40 mm)
- piaski (0,1-2 mm)
- muły (0,01-0,1 mm)
- iły (poniżej 0,01 mm)

## Własności skał okruchowych
Spoistość:
nagromadzenie (akumulacja) materiału okruchowego (okruchów skalnych, ziarn) prowadzi do powstania skały okruchowej luźnej. Jeśli materiał ten w wyniku działania diagenezy i lityfikacji zostanie scementowany (np. lepiszczem), to powstaje skała okruchowa zwięzła.
Charakter spoiwa:
skała okruchowa zwięzła składa się z 2 składników: ziaren i spoiwa (lepiszcza). Ze względu na charakter spoiwa wyróżnia się:
- spoiwo właściwe – strącone chemicznie w przestrzeniach międzyziarnowych,
- spoiwo detrytyczne – mające charakter masy wypełniającej (matrix), która jest złożona z drobnoziarnistego materiału,
- spoiwo chemiczno-detrytyczne – w chemicznym spoiwie znajduje się pewna ilość materiału detrytycznego, nazywanego matriks.

Struktura skał okruchowych oznacza rozmiary (frakcję) materiału okruchowego. Wyróżnia się następujące struktury skał okruchowych (klastycznych):
- psefitowa, czyli żwirowa – ziarna powyżej 2 mm,
- psamitowa, czyli piaskowa – ziarna od 2 do 0,05 mm,
- aleurytowa, czyli mułowa – ziarna od 0,05 do 0,002 mm,
- pelitowa, czyli iłowa – ziarna poniżej 0,002 mm.

Mówi się, że skała jest dobrze wyselekcjonowana pod względem frakcji, gdy składa się z okruchów lub ziaren jednej wielkości. Do skał zbudowanych z kilku frakcji należą m.in. gliny lodowcowe i tillity.
Stopień obtoczenia okruchów określa się zazwyczaj w skali czterostopniowej przez porównanie badanych ziaren i okruchów do ziaren wzorcowych. Stopnie obtoczenia:
- okruchy kanciaste,
- okruchy słabo obtoczone,
- okruchy obtoczone,
- okruchy dobrze obtoczone.

Powierzchnia skał może być: gładka, chropowata, matowa lub błyszcząca. Większe okruchy mogą być podziurawione przez skałotocze (małże).
Tekstura
- w skale okruchowej jest to sposób rozmieszczenia i ułożenia składników
- w skałach zwięzłych jest to wzajemny stosunek ilościowy składników okruchowych i spoiwa oraz stopień wypełnienia przez nie przestrzeni w skale.

Rozmieszczenie składników może być:
- bezładne,
- uporządkowane.

## Przegląd skał okruchowych
Klasyfikacja skał osadowych opiera się na ich strukturze, w związku z tym wydziela się cztery kategorie tych skał odpowiadające kolejnym frakcjom:
- psefity (struktura psefitowa, czyli żwirowa) – gruz skalny, brekcja, żwir, zlepieniec (konglomerat);
- psamity (struktura psamitowa, czyli piaskowa) – piaski, piaskowce, arkoza, szarogłaz, waki, kwarcyty;
- aleuryty (struktura aleurytowa, czyli mułowa) – muły, mułowce, less;
- pelity (struktura pelitowa, czyli iłowa) – lateryt, boksyt, terra rossa, glinki ogniotrwałe, bentonit, iły, ił pstry, ił warwowy, iłowiec, iłołupek (łupek ilasty), glina lodowcowa.